# Момчето върху делфина
„Момчето върху делфина“ (на английски: Boy on a Dolphin) е приключенски филм на режисьора Жан Негулеско, която излиза на екран през 1957 година, с участието на София Лорен, Даян Бейкър и Клифтън Уеб.

## Сюжет
Красивият гръцки остров Хидра. Красивата Федра се занимава с изваждането на гъби от морското дъно. Един ден, тя се гмурка на дъното под един потънал кораб, и открива древна статуя на едно златно момче възседналo бронзов делфин. Осъзнавайки, че откриването може да донесе на семейството ѝ много пари, Федра заминава за Атина. Там тя се среща с хитър колекционер на име Виктор Пармали и ученият Джим Калдер. И двамата имат желанието да притежават тази историческа находка.

## В ролите
| Актьор          | Роля                                               |
| --------------- | -------------------------------------------------- |
| София Лорен     | Федра                                              |
| Алън Лад        | Д-р Джим Калдер                                    |
| Клифтън Уеб     | Виктор Пармали                                     |
| Алексис Минотис | Милидиас Надапулос, агент на гръцкото правителство |
| Хорхе Мистрал   | Риф                                                |
| Лорънс Нейсмит  | д-р Хоукинс                                        |
| Пиеро Джаньони  | Нико, малкият брат на Федра                        |
| Гертруд Флин    | мис Дил, помощник на Калдер                        |